# Chironomus macularis
Chironomus macularis är en tvåvingeart som först beskrevs av Weyenbergh 1886.  Chironomus macularis ingår i släktet Chironomus och familjen fjädermyggor. Inga underarter finns listade i Catalogue of Life.